# Благовещенский сельсовет (Оренбургская область)
Благовещенский сельсовет — сельское поселение в Тюльганском районе Оренбургской области Российской Федерации.
Административный центр — село Благовещенка.

## История
Статус и границы сельского поселения установлены Законом Оренбургской области от 2 сентября 2004 года № 1424/211-III-ОЗ «О наделении муниципальных образований Оренбургской области статусом муниципального района, городского округа, городского поселения, установлении и изменении границ муниципальных образований».

## Население
| 2010 | 2012 | 2013 | 2014 | 2015 | 2016 | 2017 |
| ---- | ---- | ---- | ---- | ---- | ---- | ---- |
| 505  | ↗521 | ↘516 | ↘511 | ↘496 | ↘484 | ↘470 |
| 2018 | 2019 | 2020 | 2021 |      |      |      |
| ↘448 | ↘446 | ↘438 | ↘417 |      |      |      |

## Состав сельского поселения
| № | Населённый пункт | Тип населённого пункта       | Население |
| - | ---------------- | ---------------------------- | --------- |
| 1 | Благовещенка     | село, административный центр | 436       |
| 2 | Болдырёвка       | село                         | 69        |

### Упразднённые населённые пункты
- Аксаково — упразднённая в 1999 году деревня[14].
- Орловка — упразднённая в 1999 году деревня[14].